# Pusztacsó
Pusztacsó é um município da Hungria, situado no condado de Vas. Tem 7,26 km² de área e sua população em 2015 foi estimada em 149 habitantes.